# Chloroplus cactocaetes
Chloroplus cactocaetes är en insektsart som beskrevs av Morgan Hebard 1918. Chloroplus cactocaetes ingår i släktet Chloroplus och familjen gräshoppor. Inga underarter finns listade i Catalogue of Life.